# Пантес, Мари
Мари Пантес (фр. Marie Panthès; 3 ноября 1871, Одесса — 11 марта 1955, Нью-Йорк) — французско-швейцарская пианистка и музыкальный педагог.
Родилась во франко-польской семье. Училась в Парижской консерватории у Луизы Аглаи Массар и Анри Фиссо, окончив курс в 1889 г. с первой премией. Выступала в различных странах Европы как солистка, особенное признание получили её интерпретации произведений Фридерика Шопена. В 1897 г. аккомпанировала скрипачу Александру Печникову в его европейских гастролях.
В 1904—1954 гг. жила и работала в Швейцарии. 2 ноября 1916 г. в Женеве вместе с Роже Штейнмецем впервые исполнила «Шесть античных эпиграфов» для двух фортепиано Клода Дебюсси. В 1904—1917 и 1931—1951 гг. профессор Женевской консерватории; в промежутке преподавала в Лозанне. Среди её учеников, в частности, Джонни Обер, Изабель Неф, Жюльен Франсуа Цбинден.
Мари Пантес посвящены фортепианный концерт Op.57 и одна из прелюдий Op.71 Эмануэля Моора, один из этюдов Op.81 Морица Мошковского, Романтический вальс Op.115 Сесиль Шаминад.
Муж — скрипач и музыкальный педагог Морис Дарье (фр. Maurice Darier; 1879—1932).